# Quamtana vidal
Quamtana vidal är en spindelart som beskrevs av Huber 2003. Quamtana vidal ingår i släktet Quamtana och familjen dallerspindlar. Inga underarter finns listade i Catalogue of Life.